# 양육 방식
양육 방식(parenting style)은 부모가 자녀 양육에 사용하는 기본적인 전략을 의미하는 심리적 구성구조(psychological construct)이다. 양육의 질은 아이와 보내는 시간보다 더 중요할 수 있다. 예를 들어, 부모는 다른 활동을 하면서 아이에게 충분한 관심을 보이지 않을 수 있다. 양육 방식은 부모아 아이에게 반응하고 무언가 요구하는 방식을 대표한다. 양육 습관(parenting practice)은 특정 행동인 반면, 양육 방식은 양육 습관의 광범위한 유형을 말한다. 아이 양육(child rearing)의 최선의 방식은 물론 부모가 기꺼이 투입하려는 시간과 노력의 다양한 수준에 대한 다양한 논리와 의견이 있다.
아이는 삶에서 다양한 단계를 겪는다. 그에 따라서 부모는 아이가 자기만의 인격을 발달시키기 시작하면서 장시간 발전하는 여러 요소들로부터 부모는 자기만의 양육 방식을 만들어 나간다. 영아 단계에서 부모는 아기에게 적용하고 유대를 형성하는 방식에서 새로운 삶의 방식에 적응하려 노력한다. 발달심리학자들은 아이와 부모 간의 관계를 구분한다. 이는 이상적으로 애착(attachment) 중 하나이며, 부모와 아이의 관계는 유대(bonding)를 말한다. 청소년기에는 아이가 자유를 추구하고 바라면서 부모는 새로운 도전에 직면한다.

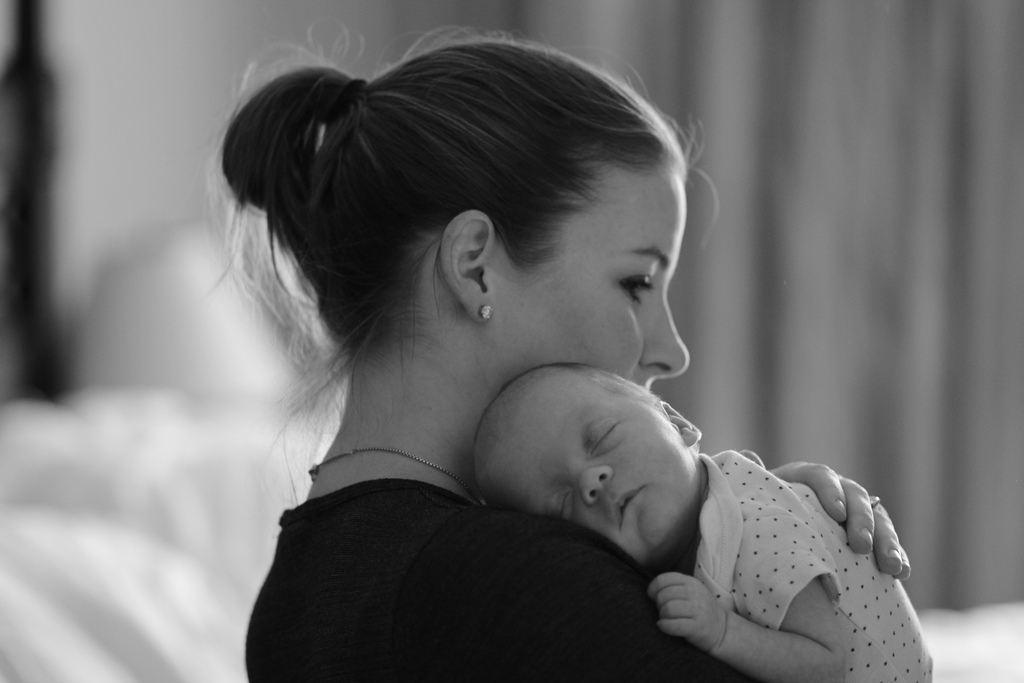
아기를 들고 있는 엄마

아이의 기질(temperament)과 부모의 문화적 유형(cultural pattern)은 아이가 받을 양육 방식에 영향을 준다. 아이의 교육이 양육의 일부인지는 분명하지 않다.
양육과 아동 발달 초기 연구에서는 아이에게 적절한 양육(nurture), 독립성, 굳건한 통제를 제공하는 부모는 높은 수준의 역량과 사회 기술을 갖고 숙달된 아이를 갖게 된다. 사랑을 보이면서 아이를 주의와 애정을 갖고 키우는 것은 아이에게 긍정적이고 물리적이며 정신적인 발달을 촉진한다. 추가적인 발달적 기술은 긍정적인 양육 방식에서 나온다. 즉 타인과의 친밀한 관계 유지, 자립적(self-reliant), 독립적인 것을 말한다. 1980년대 중반, 연구자들은 특정 양육 방식이 아이의 이후의 삶에서의 발달에 영향을 주는 방식을 탐색하기 시작했다. 다이애나 바움린드(Diana Baumrind)의 영향력 있는 유형으로는 권위 있는 방식(authoritative style), 권위주의적 방식(authoritarian style), 응석받이 방식(indulgent style) 혹은 승인형 방식(permissive style) 세 가지가 있다.

## 양육 습관과의 차이

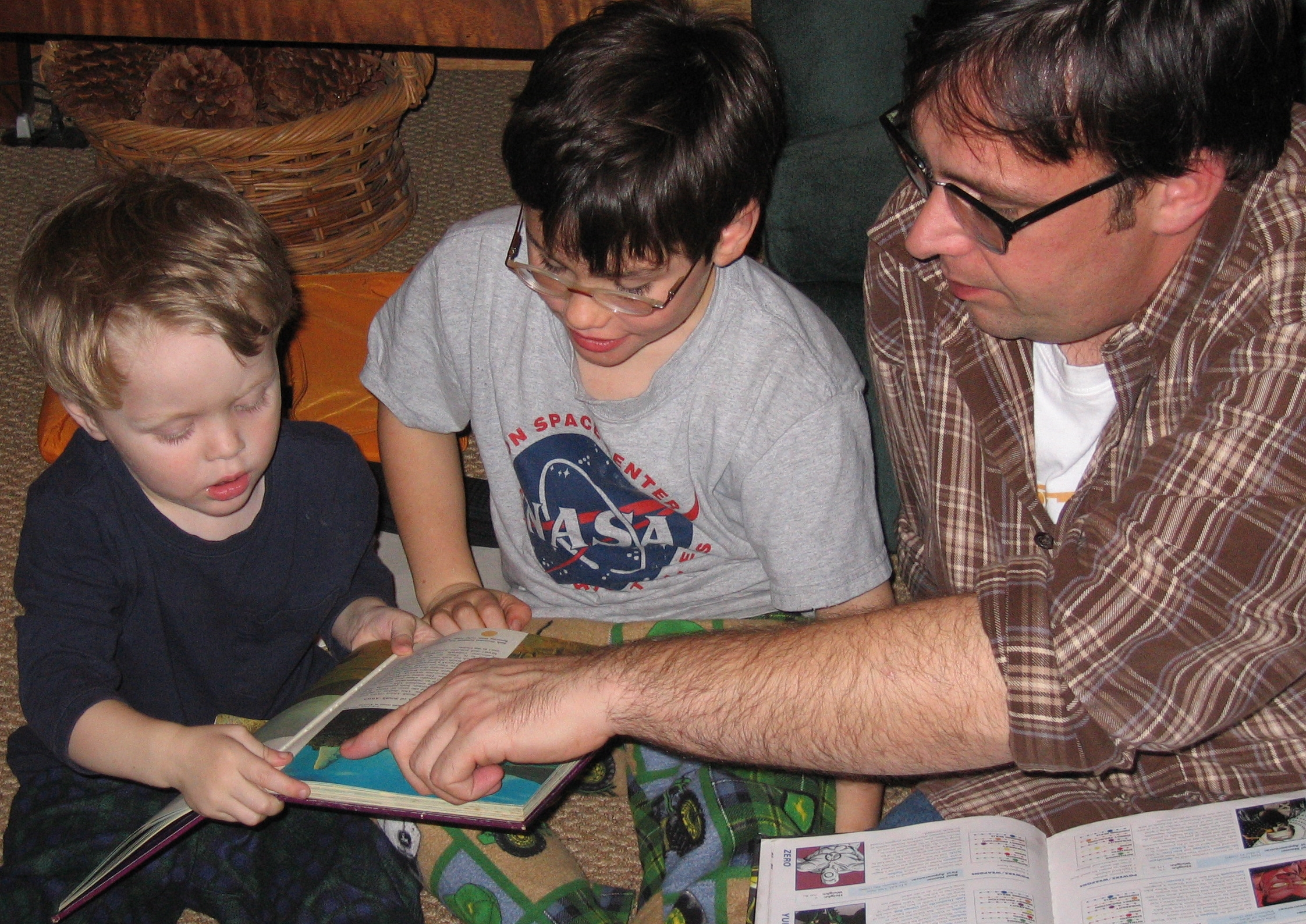
아빠와 아이의 책읽기

크리스토퍼 스페라(Christopher Spera)의 2005년 문헌 검토에 의하면, 달링(Darling)과 슈타인베르크(Steinberg)의 1993년 연구에서 양육 방식과 양육 습관의 차이를 아는 것이 중요하다고 했다. 양육 습관은 아이의 사회화를 위하여 사용하는 특정 행동이라 할 수 있다. 반면 양육 방식은 부모가 아이를 키우는 정서적 기후(emotional climate)인 것이다. Others such as 램본(S. Lamborn)과 돈부쉬(S. Dornbusch), 달링(N. Darling)과 슈타인베르크(L. and Steinberg)는 청소년 발달에 양육 습관이 끼치는 영향에 주목한 연구를 도왔다.
한 연구 연합은 아이의 성과와 지속적인 양육 행동의 조치 사이의 차이인 것이다. 연구 연합의 일부는 지지(Support), 간여(Engagement), 온정(Warmth), 인식(Recognition), 통제(Control), 주시(Monitoring), 심한 처벌(Severe punishment)이다. 부모의 지지, 감독(supervision), 엄격한 바운더리(strict boundaries)는 고등학교 성적과 연관되며, 행동 문제와는 덜 연관이 되지만 정신 건강과는 더 잘 연관되는 것으로 알려졌다. These components have no age limit and can start in preschool all the way through college.